# سالا مونفيراتو
سالا مونفيراتو (بالإيطالية: Sala Monferrato)‏ هي بلدية في مقاطعة ألساندريا في إقليم بييمونتي في إيطاليا.

## السكان
في سنة 1861 بلغ عدد السكان 1٬194 نسمة، وتطور العدد ليصل في سنة 2011 لـ 377 نسمة.
يظهر هذا المخطط البياني تطور النمو السكاني لـ سالا مونفيراتو